# William Tyndale
William Tyndale (North Nibley kod Gloucestera 1503. – Vilvoorde, 6. listopada 1536.) je bio engleski protestantski vjerski reformator i mučenik, te prvi prevoditelj Novog zavjeta s grčkog na engleski (1534.). Zbog pomaganja Tydaleu, bio je uhićen među ostalima i John Frith. Kao i Martin Luther smatrao je da je nauk o čistilištu „papinska izmišljotina”, a ne dio Božjeg djela.
Vjerovao je da je fizičko uskrsnuće jedina nada u novi život za kršćane. U predgovoru Novom zavjetu iz 1534. napisao je: „Otvoreno priznajem da nisam uvjeren da oni već uživaju u slavi u kojoj je Krist ili u kojoj su Božji odabranici anđeli. To nije moje vjerovanje. Jer kad bi bilo tako, smatram da bi propovjedanje o uskrsnuću tijela bilo bez ikakve svrhe."
Bio je proglašen krivim za herezu, te potom obješen i spaljen na lomači kao heretik.